# Михайленко Яків Ісаакович
Яків Ісаакович Михайленко (жовтень 1896, село Карловка Красноярського повіту Єнісейської губернії, тепер Агінського району Красноярського краю, Російська Федерація — розстріляний 2 березня 1938) — радянський господарський діяч, залізничник, голова Всеукраїнського комітету профспілки залізничників, начальник Туркестансько-Сибірської залізниці. Кандидат у члени ЦК КП(б)У в червні 1930 — січні 1934 року. Кандидат у члени ЦК КП(б) Казахстану в 1937 році.

## Біографія
Народився в селянській родині. У 1912 році закінчив дворічну залізничну школу.
У 1912—1915 роках — учень слюсаря паровозного депо станції Боготол. У 1915—1918 роках — слюсар, помічник машиніста паровозного депо Заамурської залізничної бригади.
Член РСДРП(б) з 1917 року. У 1918 році — командир червоного загону в місті Читі.
У 1918—1919 роках — кочегар паровозного депо станції Боготол. У 1919 році був ув'язнений військами адмірала Колчака.
У 1919 році — рядовий залізничного полку в Семипалатинську. З 1919 по 1920 рік — боєць партизанського загону Алтайської партизанської армії Мамонтова.
У 1920—1921 роках — голова дільничного комітету профспілки залізничників станції Боготол Томської залізниці. У 1921—1927 роках — голова дорожнього комітету профспілки залізничників (дорпрофсожу) Томської залізниці.
У 1927—1928 роках — відповідальний секретар Всеукраїнського комітету профспілки залізничників.
У 1928—1929 роках — голова дорожнього комітету профспілки залізничників (дорпрофсожу) Катерининської залізниці в місті Дніпропетровську.
У 1929—1930 роках — голова Всеукраїнського комітету профспілки залізничників.
У 1930—1934 роках — студент Ленінградської транспортної академії імені Сталіна.
У 1934—1935 роках — інструктор, завідувач сектора ЦК ВКП(б).
У 1935—1936 роках — заступник начальника Омської залізниці.
З 1936 по липень 1937 року — начальник Туркестансько-Сибірської залізниці в місті Алма-Аті Казахської РСР.
20 липня 1937 року заарештований органами НКВС у місті Алма-Аті. 2 березня 1938 року засуджений Військовою Колегією Верховного Суду СРСР до розстрілу. Посмертно реабілітований 25 червня 1957 року.

## Нагороди та звання
- Почесний залізничник